# Rocas Clifton Oyster
Las Rocas Clifton Oyster (en inglés:The Clifton Oyster Rocks) son una serie de islotes situados en la costa de la zona de Clifton en la ciudad de Karachi, Pakistán. Las islas estuvieron bajo el control de la Marina de Pakistán hasta el año 2006, cuando el gobierno de la ciudad de Karachi decidió incluir a las islas como parte de sus planes de renovación de la ciudad. Como parte de estos proyectos, la Fuente del puerto fue construida en la base de la isla del norte. Se dispara el agua hasta 620 pies en el aire, lo que la hace la segunda fuente más alta en el mundo.